# Gaio Oppio Sabino
Gaio Oppio Sabino (latino: Caius Oppius Sabinus; fl. I secolo) è stato un senatore romano del I secolo, console ordinario nel 84 d.C. sotto l'imperatore Domiziano. Morì durante l'attacco dei Daci dell'85 nella provincia di Mesia romana..

## Biografia
Proverrebbe da Osimo (Auximum o Auximinum). Il padre o lo zio potrebbero essere Spurius Oppius, console suffetto nel 43. Nel 84, era console sotto l'imperatore Domiziano.
L'anno successivo fu governatore (Legatus Augusti pro praetore) della Mesia. La politica sempre più severa seguita da Domiziano nei confronti delle tribù barbare che vivevano lungo i confini, ha portato tale Duiurpanes, un sovrano dei Daci, a creare una coalizione durante l'inverno 84/85   per guidare l'invasione della provincia romana di Mesia.
Gaio Oppio Sabino perse la vita negli scontri , insieme alle truppe ausiliarie di stanza lungo il Danubio, lasciando la provincia abbandonata ai saccheggi. Per contro, l'imperatore radunò un esercito e respinse l'invasione oltre il Danubio prima della fine dell'anno 85: Domiziano ottenne il casus belli per muovere guerra contro i Daci.